# Hélène de Serbie
Hélène de Serbie, princesse de Russie, née le 4 novembre 1884 à Cetinje, et morte le 16 octobre 1962 à Nice, est la seule fille de Pierre Ier de Serbie et de Zorka de Monténégro.

## Biographie
Hélène, dont la mère est décédée alors qu'elle n'a que six ans, est élevée par ses tantes Anastasia et Militza de Monténégro, toutes deux grandes-duchesses de Russie. Elle étudie à l'Institut Smolny, une école de Saint-Pétersbourg pour jeunes filles bien nées. "C'était une jeune fille au visage très doux mais simple, avec de beaux yeux sombres, très calme et aimable", écrit Margaretta Eagar, gouvernante des filles du tsar Nicolas II. Eagar écrit qu'Hélène, alors âgée d'environ dix-sept ans, est souvent invitée à prendre le thé par la famille impériale avec sa tante la princesse Vera de Monténégro. La grande-duchesse Olga Nikolaïevna de Russie l'apprécie beaucoup .
Une autre tante, Hélène de Monténégro, reine d'Italie, lui présente le prince Ioann Konstantinovitch de Russie, qui la demande en mariage peu de temps après. C'est un mariage d'amour, et une surprise pour la famille impériale car le doux et introverti Ioann a pensé devenir moine orthodoxe russe . "Peut-être savez-vous que Ioanchik est fiancé à Hélène de Serbie, c'est tellement touchant", écrit ainsi le 14 juillet 1911 la grande-duchesse Tatiana Nikolaïevna de Russie à sa tante la grande-duchesse Olga Alexandrovna de Russie . Le couple se marie le 3 septembre 1911, à la chapelle des Saints Pierre et Paul du palais de Peterhof à Saint-Pétersbourg. Après le mariage, elle conserve son statut d'Altesse Royale, contrairement à son mari, qui ne possède que celui de Son Altesse, étant l'arrière-petit-fils d'un empereur .
Hélène étudie la médecine à l'Université impériale de Saint-Pétersbourg après son mariage, mais elle doit abandonner après la naissance de son premier enfant , le prince Vsevolod Ivanovitch de Russie (20 janvier 1914-18 juin 1973), suivi de celle de la princesse Catherine Ivanovna de Russie (12 juillet 1915-14 juillet 2007). Les trois enfants et sept petits-enfants de la princesse Catherine sont les seuls arrière-petits-enfants du grand-duc Constantin Constantinovitch de Russie et de son épouse la grande-duchesse Élisabeth de Saxe-Altenbourg .
Hélène suit volontairement son mari en exil lorsqu'il est arrêté à la suite de la révolution russe de 1917 et tente d'obtenir sa libération. Ioann est d'abord emprisonné par les bolcheviks à Ekaterinbourg, puis est transféré à Alapaevsk, une ville de l'oblast de Sverdlovsk, où il est assassiné le 17 juillet 1918 avec ses frères, les princes Constantin Constantinovich et Igor Constantinovich, la grande-duchesse Élisabeth de Hesse-Darmstadt, le grand-duc Serge Mikhaïlovitch de Russie, le prince Vladimir Pavlovitch Paley, le secrétaire du grand-duc Serge, Fiodor Remez, et Varvara Yakovleva, une sœur du couvent de la grande-duchesse Élisabeth.
Ioann a persuadé Hélène de quitter Alapaevsk et de retourner auprès de leurs deux jeunes enfants, qu'elle a laissés avec sa belle-mère. En juin 1918, Hélène visite la maison Ipatiev et demande à voir le tsar, espérant secrètement transmettre à la famille impériale des lettres de leurs proches. Après s'être vu refuser l'entrée par les gardes, pointant leurs fusils sur elle, elle se rend à l'hôtel Amerikanskaya, à 800 mètres de là, s'enquérant à plusieurs reprises auprès de la Tchéka. Elle est elle-même arrêtée par la police secrète et emprisonnée à Perm .
Pendant son emprisonnement, les bolcheviks amènent dans sa cellule une jeune fille se faisant appeler Anastasia Romanova et demandent à Hélène si la jeune fille est bien la grande-duchesse Anastasia Nikolaïevna de Russie, fille du tsar Nicolas II. Hélène ne la reconnaît pas . Deux semaines plus tard, Hélène est envoyée à Saint-Pétersbourg .
En octobre 1918, des diplomates suédois obtiennent l'autorisation pour la belle-mère d'Hélène de quitter la Russie à bord de l'Ångermanland avec les enfants de la princesse, Vsevolod et Catherine, et ses deux plus jeunes enfants, le prince Georges Constantinovich et la princesse Vera Constantinovna. Hélène reste emprisonnée à Perm jusqu'à ce que des diplomates norvégiens la localisent et la fassent transférer. Elle est ensuite retenue prisonnière au Kremlin avant d'être finalement autorisée à rejoindre ses enfants en Suède . Hélène retourne ensuite en Serbie, mais en raison de désaccords avec son frère le roi Alexandre Ier sur le traitement de leur frère le prince Georges, arrêté, déclaré fou et enfermé dans un asile en 1925, elle décide de s'installer à Nice. Elle ne s'est jamais remariée et meurt à Nice en 1962.

## Distinction
- 4 septembre 1911 : dame grand-croix de l'ordre de Sainte-Catherine